# Copa del Mundo de Esquí Alpino de 2008-09
La Copa del Mundo de Esquí Alpino de 2008/09 se celebró del 25 de octubre de 2008 al 15 de marzo de 2009 bajo la organización de la Federación Internacional de Esquí (FIS). La final se celebró en la localidad de Åre (Suecia).

## Tabla de honor
| Categoría       | Masculino            | Nación  | Femenino         | Nación         |
| --------------- | -------------------- | ------- | ---------------- | -------------- |
| General         | Aksel Lund Svindal   | Noruega | Lindsey Vonn     | Estados Unidos |
| Descenso        | Michael Walchhofer   | Austria | Lindsey Vonn     | Estados Unidos |
| Eslalon         | Jean-Baptiste Grange | Francia | Maria Riesch     | Alemania       |
| Eslalon Gigante | Didier Cuche         | Suiza   | Tanja Poutiainen | Finlandia      |
| Super Gigante   | Aksel Lund Svindal   | Noruega | Lindsey Vonn     | Estados Unidos |
| Combinada       | Carlo Janka          | Suiza   | Anja Paerson     | Suecia         |

## Ganadores por disciplina - masculino

### General
| Puesto | Nombre             | País    | Puntos |
| ------ | ------------------ | ------- | ------ |
| Oro    | Aksel Lund Svindal | Noruega | 1009   |
| Plata  | Benjamin Raich     | Austria | 1007   |
| Bronce | Didier Cuche       | Suiza   | 919    |

### Descenso
| Puesto | Nombre             | País    | Puntos |
| ------ | ------------------ | ------- | ------ |
| Oro    | Michael Walchhofer | Austria | 470    |
| Plata  | Klaus Kroell       | Austria | 424    |
| Bronce | Didier Defago      | Suiza   | 363    |

### Eslalon
| Puesto | Nombre               | País    | Puntos |
| ------ | -------------------- | ------- | ------ |
| Oro    | Jean-Baptiste Grange | Francia | 541    |
| Plata  | Ivica Kostelić       | Croacia | 454    |
| Bronce | Julien Lizeroux      | Francia | 419    |

### Eslalon Gigante
| Puesto | Nombre         | País           | Puntos |
| ------ | -------------- | -------------- | ------ |
| Oro    | Didier Cuche   | Suiza          | 474    |
| Plata  | Benjamin Raich | Austria        | 462    |
| Bronce | Ted Ligety     | Estados Unidos | 421    |

### Super Gigante
| Puesto | Nombre             | País    | Puntos |
| ------ | ------------------ | ------- | ------ |
| Oro    | Aksel Lund Svindal | Noruega | 292    |
| Plata  | Werner Heel        | Italia  | 256    |
| Bronce | Didier Defago      | Suiza   | 242    |

### Combinada
| Puesto | Nombre            | País    | Puntos |
| ------ | ----------------- | ------- | ------ |
| Oro    | Carlo Janka       | Suiza   | 242    |
| Plata  | Silvan Zurbriggen | Suiza   | 231    |
| Bronce | Romed Baumann     | Austria | 169    |

## Ganadores por disciplina - femenino

### General
| Puesto | Nombre       | País           | Puntos |
| ------ | ------------ | -------------- | ------ |
| Oro    | Lindsey Vonn | Estados Unidos | 1788   |
| Plata  | Maria Riesch | Alemania       | 1424   |
| Bronce | Anja Paerson | Suecia         | 1059   |

### Descenso
| Puesto | Nombre             | País           | Puntos |
| ------ | ------------------ | -------------- | ------ |
| Oro    | Lindsey Vonn       | Estados Unidos | 502    |
| Plata  | Andrea Fischbacher | Austria        | 326    |
| Bronce | Maria Riesch       | Alemania       | 292    |

### Eslalon
| Puesto | Nombre          | País            | Puntos |
| ------ | --------------- | --------------- | ------ |
| Oro    | Maria Riesch    | Alemania        | 670    |
| Plata  | Šárka Záhrobská | República Checa | 459    |
| Bronce | Lindsey Vonn    | Estados Unidos  | 440    |

### Eslalon Gigante
| Puesto | Nombre           | País      | Puntos |
| ------ | ---------------- | --------- | ------ |
| Oro    | Tanja Poutiainen | Finlandia | 508    |
| Plata  | Kathrin Zettel   | Austria   | 501    |
| Bronce | Tina Maze        | Eslovenia | 368    |

### Super Gigante
| Puesto | Nombre         | País           | Puntos |
| ------ | -------------- | -------------- | ------ |
| Oro    | Lindsey Vonn   | Estados Unidos | 461    |
| Plata  | Nadia Fanchini | Italia         | 416    |
| Bronce | Fabienne Suter | Suiza          | 408    |

### Combinada
| Puesto | Nombre         | País           | Puntos |
| ------ | -------------- | -------------- | ------ |
| Oro    | Anja Paerson   | Suecia         | 205    |
| Plata  | Lindsey Vonn   | Estados Unidos | 180    |
| Bronce | Kathrin Zettel | Austria        | 162    |

## Copa de las Naciones

### Prueba por Equipos Final
| Puesto | País    | Puntos |
| ------ | ------- | ------ |
| Oro    | Italia  | 21     |
| Plata  | Austria | 21     |
| Bronce | Suiza   | 23     |

### Clasificación Final de la Copa de las Naciones
| Puesto | País    | Puntos |
| ------ | ------- | ------ |
| Oro    | Austria | 10.740 |
| Plata  | Suiza   | 7.786  |
| Bronce | Italia  | 6.374  |

## Calendario

### Masculino
| Día      | Lugar                           | Prueba          | Ganador                       |
| 26.10.08 | Sölden Austria                  | Eslalon Gigante | Daniel Albrecht Suiza         |
| 16.11.08 | Levi Finlandia                  | Eslalon         | Jean-Baptiste Grange Francia  |
| 29.11.08 | Lake Louise Canadá              | Descenso        | Peter Fill Italia             |
| 30.11.08 | Lake Louise Canadá              | Super Gigante   | Hermann Maier Austria         |
| 05.12.08 | Beaver Creek Estados Unidos     | Descenso        | Aksel Lund Svindal Noruega    |
| 06.12.08 | Beaver Creek Estados Unidos     | Super Gigante   | Aksel Lund Svindal Noruega    |
| 07.12.08 | Beaver Creek Estados Unidos     | Eslalon Gigante | Benjamin Raich Austria        |
| 12.12.08 | Val d'Isere Francia             | Combinada       | Benjamin Raich Austria        |
| 13.12.08 | Val d'Isere Francia             | Eslalon Gigante | Carlo Janka Suiza             |
| 19.12.08 | Val Gardena Italia              | Super Gigante   | Werner Heel Italia            |
| 20.12.08 | Val Gardena Italia              | Descenso        | Michael Walchhofer Austria    |
| 21.12.08 | Alta Badia Italia               | Eslalon Gigante | Daniel Albrecht Suiza         |
| 22.12.08 | Alta Badia Italia               | Eslalon         | Ivica Kostelić Croacia        |
| 28.12.08 | Bormio Italia                   | Descenso        | Christof Innerhofer Italia    |
| 06.01.09 | Zagreb Croacia                  | Eslalon         | Jean-Baptiste Grange Francia  |
| 10.01.09 | Adelboden Suiza                 | Eslalon Gigante | Benjamin Raich Austria        |
| 11.01.09 | Adelboden Suiza                 | Eslalon         | Reinfried Herbst Austria      |
| 16.01.09 | Wengen Suiza                    | Combinada       | Carlo Janka Suiza             |
| 17.01.09 | Wengen Suiza                    | Descenso        | Didier Defago Suiza           |
| 18.01.09 | Wengen Suiza                    | Eslalon         | Manfred Pranger Austria       |
| 23.01.09 | Kitzbühel Austria               | Super Gigante   | Klaus Kroell Austria          |
| 24.01.09 | Kitzbühel Austria               | Descenso        | Didier Defago Suiza           |
| 25.01.09 | Kitzbühel Austria               | Eslalon         | Julien Lizeroux Francia       |
| 25.01.09 | Kitzbühel Austria               | Combinada       | Silvan Zurbriggen Suiza       |
| 27.01.09 | Schladming Austria              | Eslalon         | Reinfried Herbst Austria      |
| 01.02.09 | Garmisch Partenkirchen Alemania | Eslalon         | Manfred Moelgg Italia         |
| 21.02.09 | Sestriere Italia                | Eslalon Gigante | Didier Cuche Suiza            |
| 22.02.09 | Sestriere Italia                | Combinada       | Romed Baumann Austria         |
| 28.02.09 | Kranjska Gora Eslovenia         | Eslalon Gigante | Ted Ligety Estados Unidos     |
| 01.03.09 | Kranjska Gora Eslovenia         | Eslalon         | Julien Lizeroux Francia       |
| 06.03.09 | Kvitfjell Noruega               | Descenso        | Manuel Osborne-Paradis Canadá |
| 07.03.09 | Kvitfjell Noruega               | Descenso        | Klaus Kroell Austria          |
| 11.03.09 | Åre Suecia                      | Descenso        | Aksel Lund Svindal Noruega    |
| 12.03.09 | Åre Suecia                      | Super Gigante   | Werner Heel Italia            |
| 13.03.09 | Åre Suecia                      | Eslalon Gigante | Benjamin Raich Austria        |
| 14.03.09 | Åre Suecia                      | Eslalon         | Mario Matt Austria            |

### Femenino
| Día      | Lugar                           | Prueba          | Ganadora                                    |
| 25.10.08 | Sölden Austria                  | Eslalon Gigante | Kathrin Zettel Austria                      |
| 15.11.08 | Levi Finlandia                  | Eslalon         | Lindsey Vonn Estados Unidos                 |
| 29.11.08 | Aspen Estados Unidos            | Eslalon Gigante | Tessa Worley Francia                        |
| 30.11.08 | Aspen Estados Unidos            | Eslalon         | Šárka Záhrobská República Checa             |
| 05.12.08 | Lake Louise Canadá              | Descenso        | Lindsey Vonn Estados Unidos                 |
| 07.12.08 | Lake Louise Canadá              | Super Gigante   | Nadia Fanchini Italia                       |
| 13.12.08 | La Molina España                | Eslalon Gigante | Tanja Poutiainen Finlandia                  |
| 14.12.08 | La Molina España                | Eslalon         | Maria Riesch Alemania                       |
| 19.12.08 | St. Moritz Suiza                | Combinada       | Anja Paerson Suecia                         |
| 20.12.08 | St. Moritz Suiza                | Super Gigante   | Lara Gut Suiza                              |
| 28.12.08 | Semmering Austria               | Eslalon Gigante | Kathrin Zettel Austria                      |
| 29.12.08 | Semmering Austria               | Eslalon         | Maria Riesch Alemania                       |
| 04.01.09 | Zagreb Croacia                  | Eslalon         | Maria Riesch Alemania                       |
| 10.01.09 | Maribor Eslovenia               | Eslalon Gigante | Tina Maze Eslovenia                         |
| 11.01.09 | Maribor Eslovenia               | Eslalon         | Maria Riesch Alemania                       |
| 17.01.09 | Zauchensee Austria              | Combinada       | Lindsey Vonn Estados Unidos                 |
| 18.01.09 | Zauchensee Austria              | Descenso        | Dominique Gisin Suiza · Anja Paerson Suecia |
| 24.01.09 | Cortina d'Ampezzo Italia        | Descenso        | Dominique Gisin Suiza                       |
| 25.01.09 | Cortina d'Ampezzo Italia        | Eslalon Gigante | Kathrin Zettel Austria                      |
| 26.01.09 | Cortina d'Ampezzo Italia        | Super Gigante   | Jessica Lindell Suecia                      |
| 30.01.09 | Garmisch Partenkirchen Alemania | Eslalon         | Lindsey Vonn Estados Unidos                 |
| 01.02.09 | Garmisch Partenkirchen Alemania | Super Gigante   | Lindsey Vonn Estados Unidos                 |
| 20.02.09 | Tarvisio Italia                 | Combinada       | Maria Riesch Alemania                       |
| 21.02.09 | Tarvisio Italia                 | Descenso        | Gina Stechert Alemania                      |
| 22.02.09 | Tarvisio Italia                 | Super Gigante   | Lindsey Vonn Estados Unidos                 |
| 27.02.09 | Bansko Bulgaria                 | Descenso        | Fabienne Suter Suiza                        |
| 28.02.09 | Bansko Bulgaria                 | Descenso        | Andrea Fischbacher Austria                  |
| 01.03.09 | Bansko Bulgaria                 | Super Gigante   | Lindsey Vonn Estados Unidos                 |
| 06.03.09 | Ofterschwang Alemania           | Eslalon Gigante | Kathrin Zettel Austria                      |
| 07.03.09 | Ofterschwang Alemania           | Eslalon         | Sandrine Aubert Francia                     |
| 11.03.09 | Åre Suecia                      | Descenso        | Lindsey Vonn Estados Unidos                 |
| 12.03.09 | Åre Suecia                      | Super Gigante   | Lindsey Vonn Estados Unidos                 |
| 13.03.09 | Åre Suecia                      | Eslalon         | Sandrine Aubert Francia                     |
| 14.03.09 | Åre Suecia                      | Eslalon Gigante | Tina Maze Eslovenia                         |

- Datos: Q25405527